# Gilles Elie-Dit-Cosaque
 (janvier 2012).
Si vous disposez d'ouvrages ou d'articles de référence ou si vous connaissez des sites web de qualité traitant du thème abordé ici, merci de compléter l'article en donnant les références utiles à sa vérifiabilité et en les liant à la section « Notes et références ».
Gilles Elie-Dit-Cosaque (16 juillet 1968 - ) est un réalisateur, photographe et graphiste français.
Il fait ses débuts comme directeur artistique en agence de publicité. La plupart de ses productions vidéos sont caractérisées par une écriture graphique et rythmée de l'image, mêlant vidéo, dessin, illustration et typographie.

## Carrière artistique

### Films courts
Après avoir réalisé de nombreux génériques (notamment pour VH1 / MTV), publicités (McDonald's, Ebly) et vidéo clips (Kassav'), Gilles Elie-Dit-Cosaque écrit et réalise en 2000 Kamo, une série de vingt films de 3 minutes 30, instantanés sur la vie quotidienne en Martinique. Il y expérimente les formes d'un regard documentaire poétique, fait d'attentions et d'humour[précision nécessaire].
Il écrit et réalise entre 2001 et 2002 Prisca,, série de huit courts métrages de 5 minutes dans le cadre d'une campagne de prévention contre le sida et les MST, campagne commanditée par l’Inpes. À cette même période, il réalise également Super Manon  avec les acteurs Yna Boulanger et Jacques-Olivier Ensfelder dans le cadre de l’opération nationale « 100 scénarios contre la drogue ».
En 2013, à l’occasion de l’anniversaire de la naissance d’Aimé Césaire, il propose et coordonne Un air de Césaire , une série de programmes courts (10 films d'une minute trente). Des extraits de la poésie du poète martiniquais, lus par le comédien Jacques Martial, sont mis en image par 10 artistes français et internationaux, et ce, en utilisant des techniques d’animation variées (2D, stop-motion, peinture sur verre…) Il réalise d’ailleurs un des films intitulé « Soleil et eau ».

### Documentaires
Pour mener à bien des projets plus personnels et notamment de documentaires, il crée, en 2003, sa propre structure de production, La Maison Garage.
Les films documentaires qu'il réalise à partir de 2004 distillent des sujets de société avec un tact et un humour qui deviennent sa marque de fabrique. Ils questionnent les manières de vivre, de parler, de faire, de l'être ensemble aux Antilles. La pluralité des voix singulières qu'il compose mêle avec modestie l'analyse socio-politique du documentaire et la poésie narrative de la fiction.
En 2004, Ma grena' et moi (52 min)  propose une galerie de portraits amusés de propriétaires de mobylette motobécane 89 (baptisées  « Grena’ » à cause de leur couleur). Bien plus qu'un simple véhicule, cette mob’ se révèle être une digne remplaçante de l'âne et une fidèle compagne de travail, presque une muse ou plus prosaïquement un baromètre social. Le film se prolonge en livre et en exposition photographique.
Il réalise en 2006 Outre-mer Outre-tombe (52 min) , un documentaire sur les rites funéraires (veillées mortuaires etc.) et les traditions d'accompagnement du défunt aux Antilles : contes, blagues, chants de rhum, devinettes, jeux de mots, et autres messes. Un peu comme si la mort en Caraïbe était moins une fin que le début d'autre chose.
En 2008, c'est Zétwal (52 min) ,, le portrait d’un Martiniquais, grand admirateur d’Aimé Césaire qui au milieu des années 1970 avait comme ambition d’être le premier Français dans l’espace. Ce film a reçu une mention spéciale au festival Vues d'Afrique à Montréal en 2010. Lauréat du Prix Long Métrage Fiction Songe d’une nuit DV 2010, Paris. Prix Spécial du Jury du Festival du Film Documentaire de Martinique 2009. Étoile de la Scam 2009,
Zétwal et Ma grena' et moi ont d’ailleurs été présentés à la Cinémathèque française dans le cadre d'Images d'outre-mer, du 14 au 31 décembre 2011.
La liste des courses (52 min) , en 2011 revient sur le mouvement de grèves de 2009 en Martinique, prenant comme point de départ une revendication des grévistes : l’établissement d’une liste de produits de première nécessité — reprise par neuf intellectuels antillais — sur lesquels était exigé une baisse de prix. Au-delà de prosaïques considérations sur le coût de la vie, l’histoire de cette liste a soulevé des questions identitaires. Car aujourd’hui, plus que jamais, la somme des je consomme dit bien ce que nous sommes. La liste des courses a été sélectionné et primé aux Étoiles de la Scam 2012.
En 2014, il réalise Nous irons voir Pelé sans payer (52 min)  dans lequel il revient sur le match de football entre la Sélection de Martinique et le Santos FC du roi Pelé, le 23 janvier 1971 au stade Louis-Achille, à Fort-de-France. Lors d’une tournée de matches amicaux en Amérique du Sud, Centrale et dans la Caraïbe, le Santos joue en Martinique à l’initiative de la Ligue Martiniquaise de Football. Mais pour payer le cachet des Brésiliens, le prix du billet flambe. De nombreuses manifestations sont organisées par les étudiants d’extrême-gauche du Groupe d’Action Prolétarienne (GAP) qui revendiquent « Nous irons voir Pelé sans payer ». Face à l’ampleur de la contestation sociale, le gouvernement français décide en urgence de retransmettre le match en direct à la télévision (ORTF local), grande première dans l’outre-mer français.
En 2016, il réalise Je nous sommes vus (52 min), portraits d’accros aux télénovelas, variantes d’origine sud-américaine des soap operas américains.
Ces films ont tous été diffusés sur France Ô, le réseau Outremer Première, et pour certains Arte et Voyage. Ils ont reçu un bon accueil du public et de la presse et se sont distingués lors de nombreux festivals nationaux et internationaux.

### Magazines
Gilles Elie-Dit-Cosaque a participé à la création de l'émission littéraire Tropismes sur France Ô animée par Daniel Picouly puis Laure Adler, et dont il a assuré la réalisation (2004-2007), notamment les émissions consacrées à Edouard Glissant  et Zahia Rahmani .

### Photographies, graphisme et événements

#### «Ma grena’ et moi»
Le documentaire Ma grena’ et moi est accompagné d’une centaine de clichés de Guadeloupéens, essentiellement de Grande-Terre, photographiés avec leurs mobylettes. Ces photos sont regroupées dans un livre, mais ont fait aussi l’objet d’expositions. Dès 2004, elles ont été présentées notamment au Festival international du film insulaire de Groix, Morbihan, à « Diaphane », Montreuil sur Brèche, à l’Espace Beaurepaire (Paris), à Photoquai au Musée du Quai Branly, Paris, à l’Atrium, Fort-de-France ou encore au Casino du Gosier.
En avril 2017, la série photos et le documentaire Ma grena' et moi sont sélectionnés par la Ville de Pantin pour faire partie du Mois de la Photographie du Grand Paris, pour un mois d'exposition dans la commune qui a vu naître la marque Motobécane en 1924.

#### Exposition «Liberté Égalité Fraternité Identité»
Cette exposition a été présentée à l’occasion de la cérémonie du baptême officiel de l’aéroport International Martinique-Aimé Césaire, le 26 juin 2009. Il s’agit d’un hommage au poète martiniquais. Des citations extraites de ses textes poétiques et politiques étaient affichées, ainsi que des portraits composés à partir de dizaines de photos dont celle d’Aimé Césaire.
Une sélection de ces visuels, accompagnée de citations supplémentaires a été réunie dans un petit livret à tirage limité et numéroté, un passeport, offert ce 26 juin 2009 à tous les passagers transitant par l’aéroport Martinique-Aimé Césaire.

#### FDF/RMX
En 2009, Gilles Elie-Dit-Cosaque crée le vidéo-mix FDF/RMX (Fort de France/Remix) créé à Fort-de-France. C’est une performance expérimentale ; un film monté et mixé en direct devant du public sur une bande son, elle aussi improvisée à chaque représentation. Le FDF/RMX a été réalisé en 2009 à Paris, puis en 2010 au Festival du film insulaire de Groix, au festival de cinéma de Douarnenez, et enfin en 2015 en ouverture des Rencontres cinéma Martinique.

#### «Lambeaux»
Depuis 2009, en plus de ses films et de ses photos, Gilles Elie-dit-Cosaque développe un travail pictural basé sur le dessin et le collage-photo intitulé Lambeaux',,, qui mêle mémoire et négritude. Ces tableaux ont été présentés dans des expositions nationales et internationales, personnelles et collectives comme à la Biennale internationale d'art contemporain de Martinique, Latitudes, au Mocada à New-York, au Mémorial ACTe en Guadeloupe,, lors de l'exposition Visions archipéliques à la Fondation Clément en Martinique, à Yellow Sand Galery (Bordeaux), Miettes de baleine (Douarnenez).